# Albert Gleaves
Albert Gleaves (* 1. Januar 1858 in Nashville, Tennessee, USA; † 6. Januar 1937 in Haverford (Pennsylvania), USA) war ein US-amerikanischer Admiral und Marinehistoriker.
Albert Gleaves nahm am Spanisch-Amerikanischen Krieg und am Ersten Weltkrieg teil. Nach 1919 führte er am Naval Ordnance Proving Ground Versuche zu Artillerie und Torpedos durch. Dabei gelang es ihm, den Torpedo zu einer Präzisionswaffe weiterzuentwickeln.
Er veröffentlichte außerdem mehrere Bücher.

## Leben

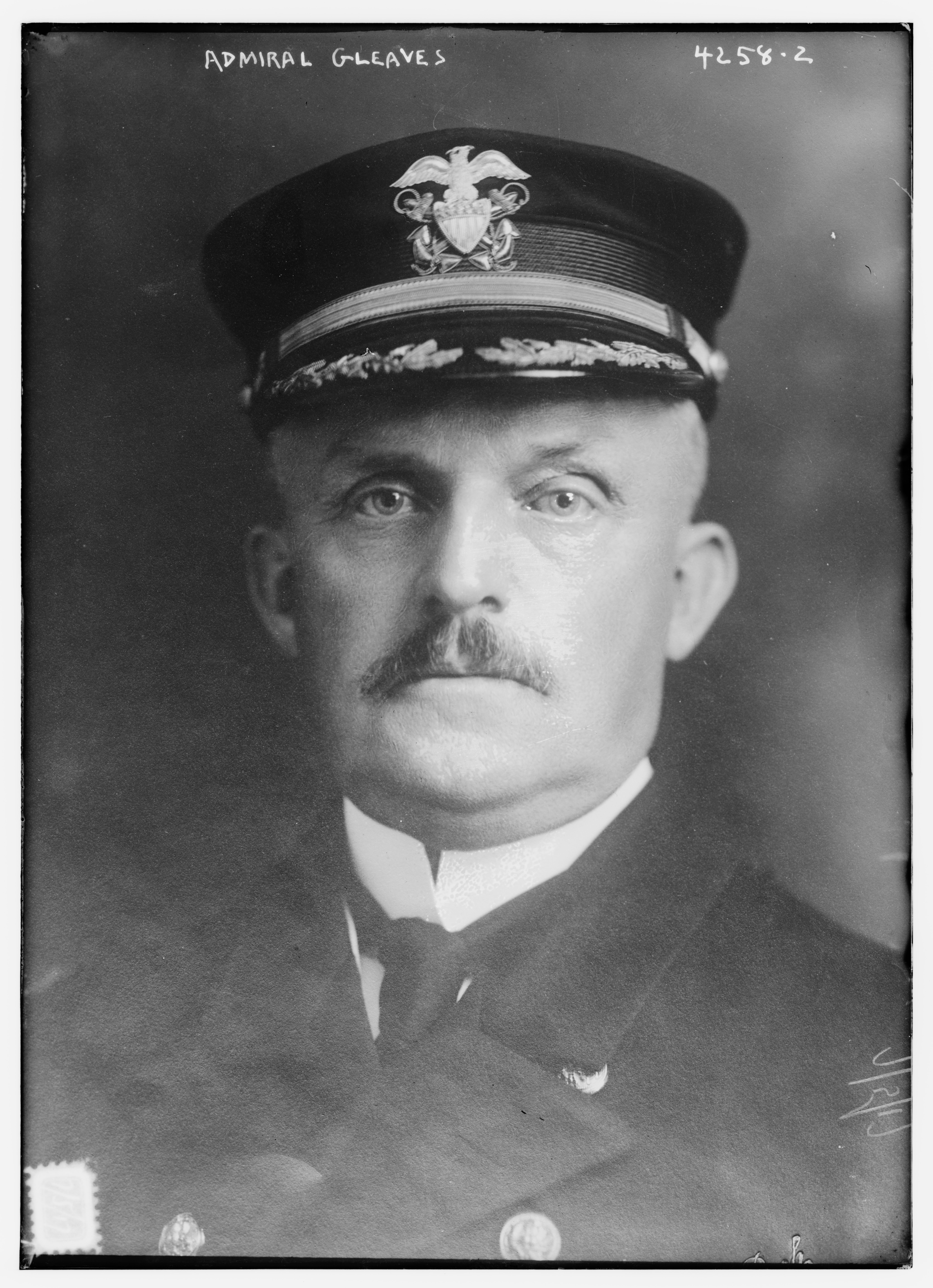
Albert Gleaves 1917

Albert Gleaves wurde am 1. Januar als einziger Sohn von Henry Albert und Eliza Tannehil Gleaves in Nashville geboren.
1877 verließ Albert Gleaves die United States Naval Academy. Er diente danach an Bord der USS Hartford und USS Trenton und wurde im Jahr 1881 zum Fähnrich ernannt.
Nach einigen anderen Karrierestationen bekam er das Kommando über die USS Cushing während des Spanisch-Amerikanischen Kriegs und später das Kommando über das Schlachtschiff USS North Dakota.
1915 wurde er zum Konteradmiral ernannt und befehligte die Kreuzer- und Transporteinheiten für die US-Truppentransporte im Ersten Weltkrieg über den Atlantik. Für seine Leistungen wurden ihm die Army Distinguished Service Medal und die Navy Distinguished Service Medal verliehen.
Am 1. September 1919 wurde er zum Admiral ernannt und kommandierte die Asiatische Flotte bis zum 4. Februar 1921, um danach in Rente zu gehen.
Er war Mitglied im Naval Order of the United States mit der Mitgliedsnummer 756.

## Privates
Vom 25. April 1863 bis zum 10. September 1946 war er mit Evelina Mary Heap verheiratet.

## Namensgeber
Das Schiff USS Gleaves (Kennung: DD-423) ist nach ihm benannt, ebenso die nach diesem „Typschiff“ benannte Gleaves-Klasse.

## Galerie

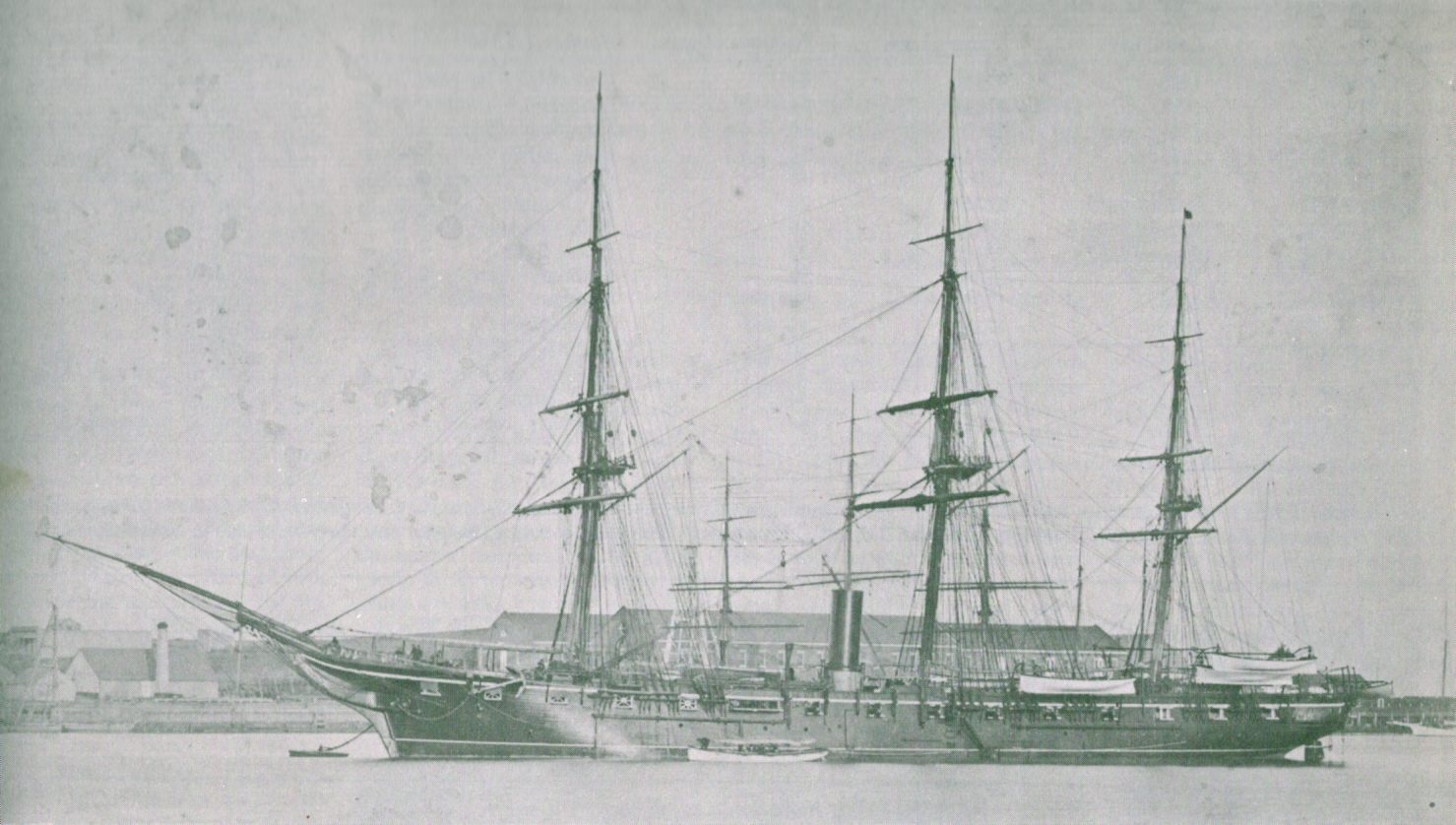
USS Hartford, 1858
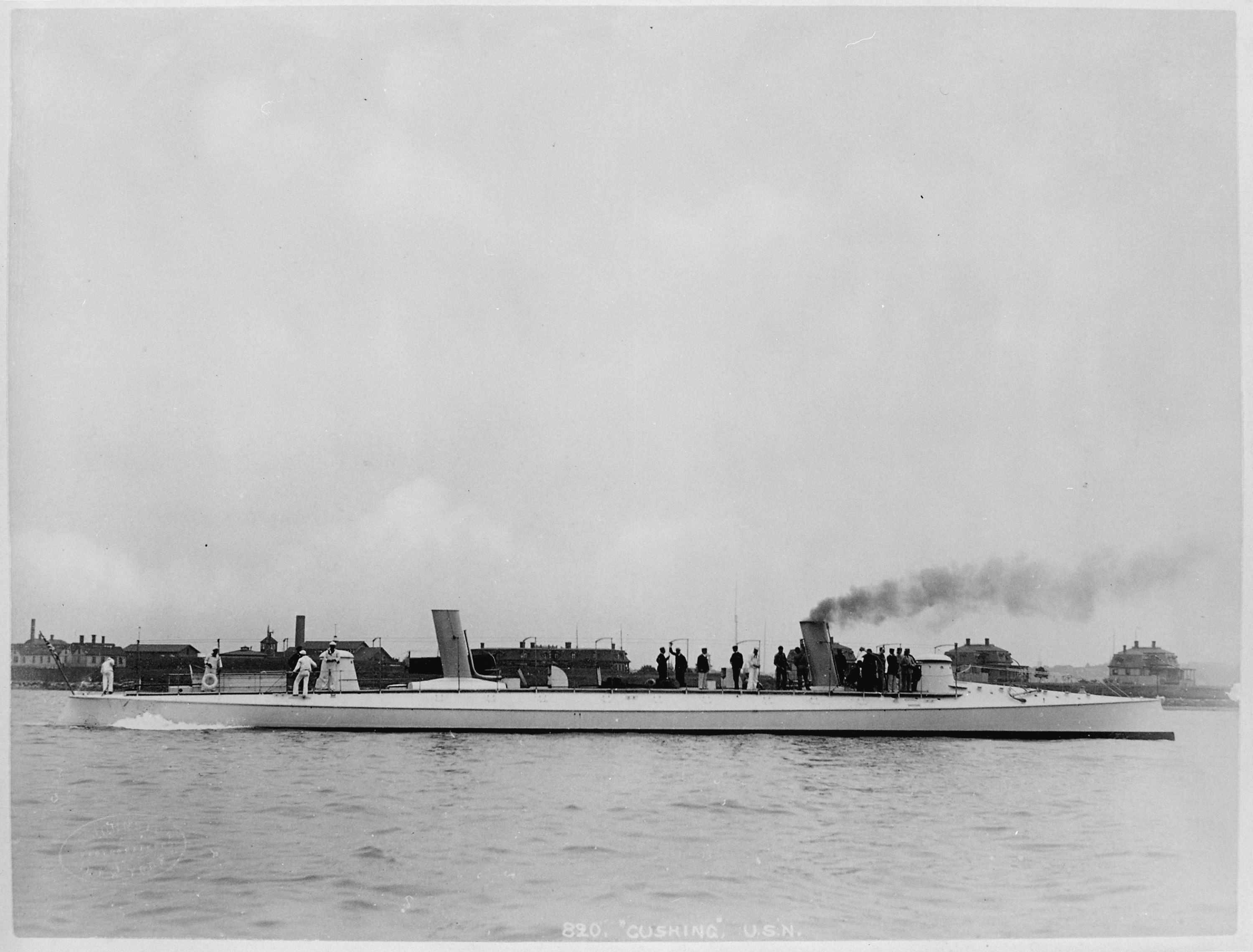
Steuerbordseite, Cushing, 1891
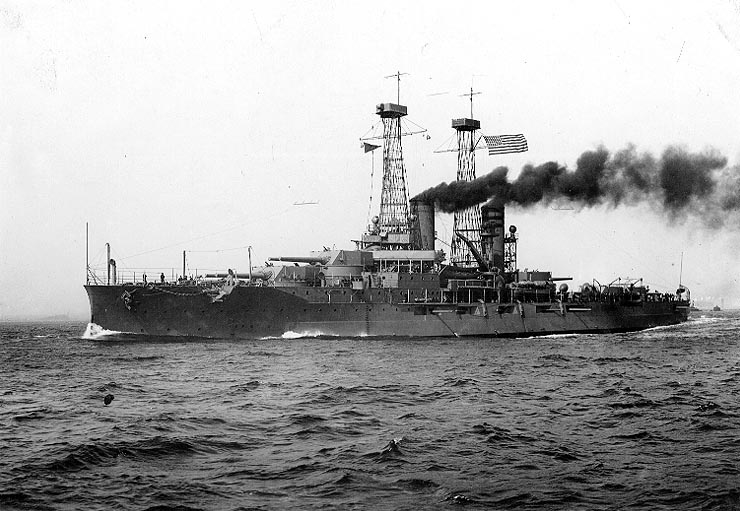
USS North Dakota

## Veröffentlichungen
Er schrieb Biografien zu Captain James Lawrence History of the Cruiser and Transport Force und  Life of an American Sailor, William Hensley Emory, Rear Admiral, USN sowie seine eigene Biographie The Admiral: the Memoirs of Albert Gleaves, Admiral, USN, ISBN 0-932727-02-6).